# Койтас (форма рельєфу)
Койтас (від каз. қой, «баран» і каз. тас, «камінь») — «бараняча» форма рельєфу: рівнина або слабкогорбиста місцевість із підстилальними гранітами і поверхнею, покритою округлими виходами корінної породи, які не пов'язані один з одним і не утворюють пасом, через це нагадуючи стадо баранів на відпочинку. Схожі форми рельєфу з більшими виходами граніту називаються гранітними наметами.
Утворення койтасу пов'язане з локалізованими процесами вивітрювання: ослаблені тріщинами ділянки руйнуються швидше й утворюють зниження, уламки видуває вітер або виносить вода.